# Invertor

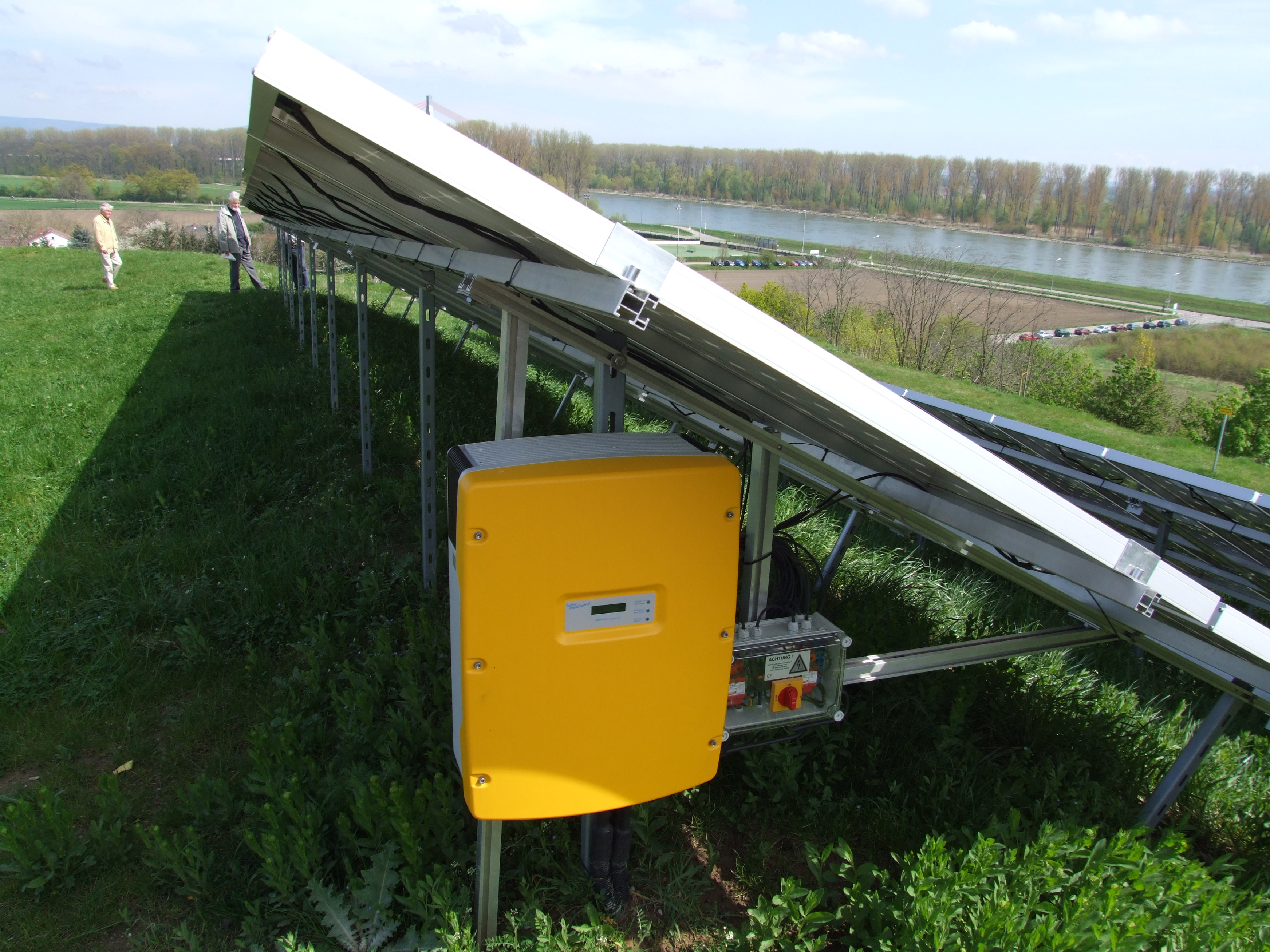
Un invertor pentru un solar montat liber în picioare fabrica din Speyer, în jos pe Rin.

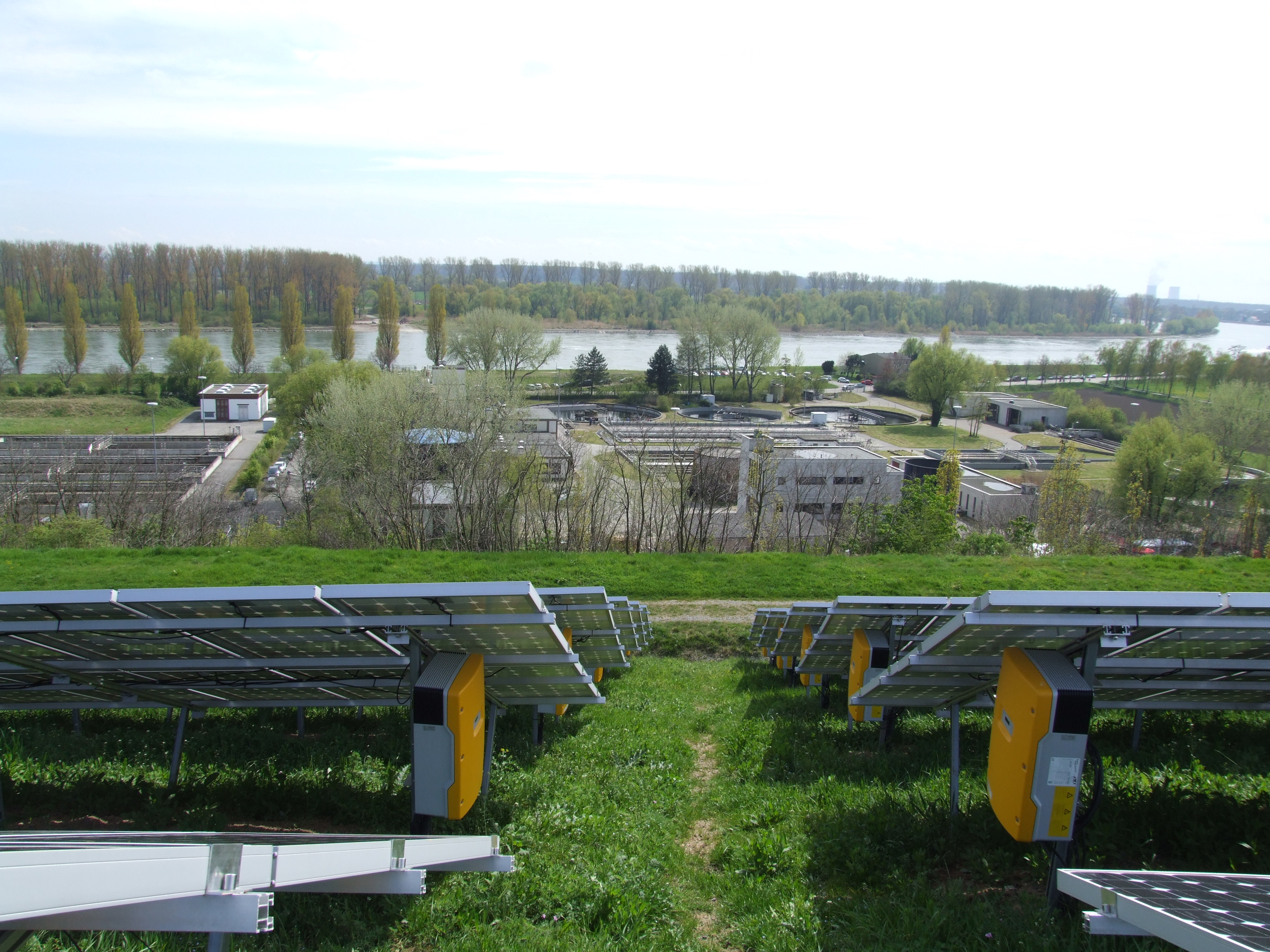
Prezentare generală a invertorului

Invertorul este un dispozitiv electric care permite transformarea curentului continuu în curent alternativ. Curentul alternativ obținut poate avea diferite tensiuni și frecvențe. Poate avea diverse moduri de operare (electromecanic sau cu dispozitive semiconductoare).
Este folosit frecvent la transformarea curentului obținut prin aplicații cu panou fotovoltaic.
Există mai multe tipuri de invertoare folosite la panourile solare fotovoltaice, inclusiv invertor de înaltă frecvență, invertor de joasă frecvență și microinvertor. Invertorul de înaltă frecvență este utilizat pentru sisteme solare mari, cum ar fi cele utilizate în fermele solare, în timp ce microinvertorul este utilizat pentru sisteme solare mai mici, cum ar fi cele utilizate în locuințe.
Un invertor panouri solare poate fi conectat la panourile solare prin intermediul unui sistem de cabluri, care poate fi configurat pentru a maximiza captarea energiei solare. Invertorul poate fi, de asemenea, setat pentru a controla fluxul de energie în funcție de necesitățile sistemului.
Un sistem de panouri solare cu un invertor de calitate poate fi o investiție durabilă și eficientă din punct de vedere energetic pentru orice proprietate. Acest lucru poate permite economii semnificative pe termen lung, reducând dependența de sursele de energie convențională și contribuind la protejarea mediului.
Un invertor panouri solare este un element esențial în orice sistem solar, permițând convertirea energiei captate de panourile solare in energie utilizabilă si oferind posibilitatea de a reduce costurile cu energia electrică și de a contribui la protejarea mediului.